# Akroydon
Akroydon – wieś w Anglii, w hrabstwie West Yorkshire. Leży 23 km na zachód od miasta Leeds i 274 km na północny zachód od Londynu.